# Jess Weixler
Jessica 'Jess' Weixler (Louisville (Kentucky), 8 juni 1981) is een Amerikaanse actrice, filmregisseuse, filmproducente en scenarioschrijfster.

## Biografie
Weixler heeft de high school doorlopen aan de Atherton High School in haar geboorteplaats Louisville (Kentucky), en haalde in 1999 haar diploma. Hierna leerde zij voor actrice aan de Juilliard School in New York, zij haalde hier haar diploma samen met haar beste vriendin Jessica Chastain.

## Filmografie

### Films
Uitgezonderd korte films.
- 2021 The Eyes of Tammy Faye - als make-up artieste
- 2020 Fully Realized Humans - als Jackie
- 2020 Ava - als Judy
- 2019 It Chapter Two - als Audra Phillips
- 2019 The Death of Dick Long - als Jane Long
- 2018 Chained for Life - als Mabel
- 2017 Who We Are Now - als Gabby
- 2017 Entanglement - als Hanna
- 2016 Sister Cities - als Austin (tv-film)
- 2016 Money - als Sylvia
- 2015 Lamb - als Linny
- 2014 Apartment Troubles - als Nicole
- 2014 The Disappearance of Eleanor Rigby: Them – als Katy Rigby
- 2014 Listen Up Philip - als Holly Kane
- 2013 The Face of Love - als Summer
- 2013 The Disappearance of Eleanor Rigby: Her - als Katy Rigby
- 2012 The Normals – als Gretchen
- 2012 Free Samples – als Jillian
- 2012 Somebody Up There Likes Me – als Lyla
- 2012 County – als Erica Kinsey
- 2011 The Lie – als Clover
- 2011 Periphery – als Madison
- 2010 Audrey the Trainwreck – als Tammy
- 2010 A Women – als Julie
- 2010 As Good as Dead – als Amy
- 2009 Today's Special – als Carrie
- 2009 Welcome to Academia – als Sophie
- 2009 Alexander the Last – als Alex
- 2009 Peter and Vandy – als Vandy
- 2007 Goodbye Baby – als Denise
- 2007 Teeth – als Dawn
- 2006 The Big Bad Swim – als Jordan Gallagher
- 2005 Little Manhattan – als tv cowgirl

### Televisieseries
Uitgezonderd eenmalige gastrollen.
- 2024 Monsters: The Lyle and Erik Menendez Story - als Jill Lansing - 3 afl.
- 2020 Day by Day - als moeder van Riley - 2 afl.
- 2017-2019 The Son - als Sally McCullough - 20 afl.
- 2013-2014 The Good Wife - als Robyn Burdine - 19 afl.

### Filmregisseuse
- 2014 Trouble Dolls - film

### Filmproducente
- 2020 Fully Realized Humans - film
- 2018 Chained for Life - film

### Scenarioschrijfster
- 2020 Fully Realized Humans - film
- 2014 Trouble Dolls - film
- 2011 The Lie - film
- 2009 Alexander the Last – film

- Biblioteca Nacional de España: XX4789098
- Bibliothèque nationale de France: cb15913032z (data)
- Gemeinsame Normdatei: 1100381090
- International Standard Name Identifier: 0000 0001 1625 6084
- Library of Congress Control Number: no2008069750
- Virtual International Authority File: 207149196458374791375
- WorldCat: E39PBJg4jdCBcvTW6dPmxfbPQq